# Киур-Муратов, Александр Павлович
Александр Павлович Киур-Муратов (20 сентября 1898, Панино, Бобровский уезд — 8 марта 1968) — советский ветеринарный врач-эпизоотолог, академик АН Эстонской ССР (1951).

## Биография
Родился в с. Панино Воронежская обл., Бобровский р-н.
По окончании Ленинградского ветеринарного института работал во Всесоюзном институте экспериментальной ветеринарии (1927—1936).
Участник Великой Отечественной войны, майор ветеринарной службы, служил в полевой ветеринарной лаборатории на Калининском и Западном фронтах.
Был главным бактериологом Главного ветеринарного управления Министерства сельского хозяйства СССР (1943—1948).
На выборах в АН Эстонской ССР в 1951 году избран в действительные члены Академии. В 1951—1953 годах — директор Института животноводства и ветеринарии Эстонской АН;
Член КПСС с 1952 года.
С 1954 года работал во Всесоюзном ин-те экспериментальной ветеринарии (Кузьминки Московской области).

## Научные интересы
Основные труды посвящены микробиологии (гл. обр. вопросам антагонизма микробов), эпизоотологии, болезням мелких животных и др.